# پوریتشی ناد سازاوو
پوریتشی ناد سازاوو (به چکی: Poříčí nad Sázavou) یک منطقهٔ مسکونی در جمهوری چک است که در ناحیه بنشوو واقع شده‌است. پوریتشی ناد سازاوو ۹٫۲۶ کیلومتر مربع مساحت و ۱٬۱۸۵ نفر جمعیت دارد و ۲۸۴ متر بالاتر از سطح دریا واقع شده‌است.